# دیوید مورل
دیوید مورل (به انگلیسی: David Morrell) زاده ۲۴ آوریل ۱۹۴۳ رمان‌نویس کانادایی-آمریکایی می‌باشد. بیشتر شهرت وی برای نگارش رمان در "اولین خون" سال ۱۹۷۲ است که بعداً تبدیل به فیلم اولین خون (۱۹۸۲) با بازی سیلوستر استالونه شد. وی تاکنون ۲۸ رمان نگاشته و آثار وی به ۲۶ زبان ترجمه شده‌است. او همچنین به عنوان یکی از نویسندگان کاپیتان آمریکایی از کتاب کمیک  برایمینی‌سریال انتخاب شده‌است.